# Constantí Gómez i Reig
Constantí Gómez i Reig   (València, 3 d'octubre de 1846 - València, 2 d'agost de 1931), fou un metge valencià especialitzat en higiene pública.
Va estudiar el batxillerat de 1857 a 1863 a l'Institut Provincial de Segon Ensenyament de València, on va rebre la influència de Vicent Boix i Ricarte, així com de Lluís Simarro i Pelegrí Casanova, i les idees krausistes d'Eduardo Pérez Pujol, els centre fonamental dels quals eren racionalisme en el tema religiós, el reformisme sociopolític i l'organicisme sociològic. A la Facultat de Medicina de València, que era "segona classe", i on va estudiar uns cinc anys (1864-1868), només podia concedir-li el títol de batxillerat en medicina i cirurgia, però després de la Revolució Democràtica de setembre de 1868, va permetre-li obtindre plaça a la facultat fins al 1878, i va guanyar les oposicions a la càtedra privada i pública d'higiene, que va ocupar fins a la seva jubilació el 1907.
El 1880, seguidor primerenc de la teoria infecciosa microbiana, tot i que sense de dades indiscutibles, va defendre la condició parasitària de la diftèria, malaltia que tornà a estudiar nou anys després arran els descobriments de Klebs i Löffler.

## Publicacions[1]
- «Higiene internacional. Peste bubónica». La Crònica Mèdica, vol. 2, 1879, pàg. 328-338.
- «Les irrigations d'eaux d'égout à Valencia». Journal d'Hygiene, vol. 5, 1880, pàg. 46-48.
- «Las aguas de las cloacas empleadas para el riego en la huerta de Valencia». La Crònica Mèdica, vol. 3, 1880, pàg. 322-326 i 353-357.
- «Memoria de los trabajos realizados durante la epidemia presentada por la Alcaldía al Excmo. Ayuntamiento en nombre de la Junta Municipal de Sanidad, Valencia». A: Impremta de Manuel Alufre. El cólera en Valencia en 1885, 1886.
- Real Academia de Medicina y Cirugía de Valencia. Carácter de la Higiene contemporánea, Valencia, 1887.
- «La difteria». La Crònica Mèdica, vol. 12, 1889, pàg. 321-335.
- «Dictamen acerca de la creación de nuevos hospitales en Valencia, solicitado por la Excma. Diputación Provincial». Butlletí de l'Institut Mèdic Valencià, vol. 23, 1893, pàg. 179-183.
- «Nota para el estudio de la salubridad en los terrenos irrigados por aguas de alcantarilla”». A: Imprenta de Ricardo Rojas. Actas y Memorias del IX Congreso Internacional de Higiene y Demografía celebrado en Madrid. vol. IV, 10 al 17 d'abril de 1898, p. 80-90.